# Флоринская митрополия
Флори́нская, Преспи́йская и Эорде́йская митрополия (греч. Μητρόπολη Φλωρίνης, Πρεσπών και Εορδαίας) — епархия «Новых Земель» Элладской православной церкви. Как и прочие епархии «Новых Земель» также формально подчинена Константинопольскому Патриархату. Центром епархии является город Флорина в Греции. До 1925 года титул митрополита был Мегленский.
Изначально подчинялась Константинопольской православной церкви, гл в 1928 году перешла в ведение Элладской православной церкви.

## Епископы
- Мелетий (10 ноября 1858 — 11 апреля 1865)
- Прокопий (1 мая 1865 — 2 мая 1877)
- Герман (Апостолидис) (2 мая 1877 — 31 октября 1881)
- Каллиник (11 ноября 1881 — 29 января 1891)
- Аверкий (5 февраля 1891 — 30 апреля 1894)
- Иоанникий (Маргаритиадис) (30 апреля 1894 — 31 марта 1905)
- Анфим (Саридис) (31 марта 1905 — 19 февраля 1908)
- Смарагд (Хадзиевстатиу) (21 февраля 1908 — 5 августа 1910)
- Константий (Русис) (5 августа 1910 — июнь 1912)
- Поликарп (Сакелларопулос) (26 июня 1912 — 27 марта 1929)
- Хризостом (Кавуридис) (27 марта 1926 — 9 октября 1932)
- Василий (Пападопулос) (9 октября 1932 — 24 января 1967)
- Августин (Кандиотис) (25 июня 1967 — 15 января 2000)
- Феоклит (Пассалис) (23 января 2000 — 25 августа 2023)
- Ириней (Лафцис) (с 22 октября 2023)